# Hiệp định khung Hợp tác Kinh tế
Hiệp định khung Hợp tác Kinh tế, (tiếng Anh: Economic Cooperation Framework Agreement ECFA, tiếng Trung giản thể: 两岸经济合作架构协议, phồn thể: 兩岸經濟合作架構協議, bính âm Hán ngữ: Liǎng'àn Jīngjì Hézuò Jiàgòu Xiéyì) là một thỏa thuận ưu đãi thương mại giữa chính phủ Cộng hòa Nhân dân Trung Hoa (Trung Hoa đại lục) và Trung Hoa Dân quốc (Đài Loan) với mục đích giảm thuế quan và rào cản thương mại giữa hai bờ eo biển Đài Loan.
Hiệp ước đã được ký vào ngày 29 tháng 6 2010 tại Trùng Khánh, và được coi là một trong những thỏa thuận quan trọng nhất của hai bên kể từ nội chiến Trung Quốc năm 1949. Nó sẽ thúc đẩy thương mại song phương giữa hai bờ eo biển lên đến 110 tỷ đô la.

## Bối cảnh
Chính phủ Cộng hòa Nhân dân Trung Hoa đã sử dụng ảnh hưởng của mình lên các nền kinh tế khu vực để ngăn chặn các nước này ký các thỏa thuận thương mại tự do (FTA) với Đài Loan. Thực vậy, dưới sự lãnh đạo của Trung Quốc Quốc Dân Đảng, chính phủ Trung Hoa Dân quốc đã thúc đẩy ký kết ECFA với chính phủ CHND Trung Hoa với hy vọng rằng một khi thỏa thuận này được ký thì chính phủ Trung Quốc sẽ ngừng gây áp lực đối với các nước khác để ngăn cản họ ký kết các hiếp ước tương tự với Đài Loan. Mặc dù toàn bộ nội dung của thỏa thuận không được công khai, người ta suy đoán rằng nó sẽ đi theo cấu trúc của các Thoả thuận Đối tác Kinh tế Chặt chẽ hơn (Closer Economic Partnership Arrangement) mà Trung Quốc đại lục đã từng ký với các Vùng hành chính đặc biệt gồm Hong Kong và Macau.
Giao ước được nghĩ là xây dựng có lợi cho Đài Loan lớn hơn nhiều so với Trung Hoa đại lục. Danh sách "những gặt hái ban đầu" của sự giảm thuế quan bao gồm 539 sản phẩm của Đài Loan và 267 hàng hóa của Trung Hoa đại lục. Lợi thế của Đài Loan sẽ mang lại lợi ích khoảng 13,8 tỷ đô la, trong khi Trung Hoa đại lục có thể nhận được khoảng 2,86 tỷ đô la. Trung Hoa đại lục cũng sẽ mở cửa thị trường cho 11 lĩnh vực dịch vụ như ngân hàng, bảo hiểm, chứng khoán, tài chính và bệnh viện; trong khi đó Đài Loan đồng ý cho phép thâm nhập rộng hơn trong 7 lĩnh vực, gồm ngân hàng và điện ảnh.
ECFA được ký vào ngày 29 tháng 6 năm 2010 tại thành phố Trùng Khánh bởi những nhà thương thuyết của "Hiệp hội Quan hệ ngang qua Eo biển Đài Loan" (ARATS) phía Trung Hoa đại lục và "Quỹ Trao đổi qua Eo biển" (SEF) của Đài Loan. Một thỏa thuận về bảo vệ quyền sở hữu tài sản trí tuệ cũng được ký giữa hai bên.

## Các vấn đề
Hiện tại có rất nhiều tranh luận xung quanh thỏa thuận ECFA, bao gồm những tác động tiềm ẩn đến các doanh nghiệp địa phương của Đài Loan, cũng như chính phủ phải làm thế nào để phổ biến nó ra công chúng.
Đảng Dân chủ Tiến bộ (DPP) đối lập và các nhóm đòi độc lập Đài Loan tin rằng ECFA là một trong những động thái cho sự thống nhất với Trung Hoa đại lục. Có một số điều khoản nó cũng không tuân theo giống như một số quyền trong Thỏa thuận Tự do Thương mại (FTA) mà sẽ làm giảm số lượng việc làm trong sản xuất và giảm mức lương trung bình, làm tăng sự chảy vốn ra nước ngoài và chảy máu chất xám đối với các chuyên gia trong lĩnh vực công nghệ và quản lý. Những người phản đối ECFA cũng chỉ ra mối lo lắng về sự cho phép hàng loạt các công nhân cổ trắng (white-collar worker) hoặc chuyên gia của Trung Hoa đại lục sang làm việc tại Đài Loan khiến cho vấn đề việc làm của người dân địa phương trở lên bấp bênh hơn. Cục Ngoại thương của Bộ Kinh tế Đài Loan (MOEA) đã làm dịu những quan ngại ám chỉ thị trường việc làm chuyên nghiệp không nên đưa ra trong đàm phán.
Thêm vào đó, một loạt các phim hoạt hình do Bộ Kinh tế Đài Loan sản xuất nhằm cố gắng giải thích một cách dập khuôn ECFA cho những nhóm dân tộc địa phương và những hưởng ứng của họ đối với thỏa thuận này, và sau đó chúng đã bị thu hồi sau nhiều phản đối.
Những người phản đối ECFA cũng đã chỉ ra là vòng đàm phán thứ hai đã không đạt được nhiều kết quả tốt đẹp. Vòng thứ hai đã được tổ chức tại huyện Đảo Viên của Đài Loan. Hiệp định đã được ký kết vào ngày 29 tháng 6 năm 2010. Ông Giang Bính Khôn, chủ tịch của "Quỹ Trao đổi giữa hai eo biển" (SEF) của Đài Loan, là người đại diện cho phía Đài Loan. Trần Vân Lâm là người đứng đầu phái đoàn đàm phán của Trung Quốc. Ông hiện là chủ tịch của "Hiệp hội hợp tác ngang qua eo biển Đài Loan" (ARATS).
Những nhà đàm phán Trung Hoa đại lục tự tin rằng họ sẽ có thể thảo luận và thương thuyết với các đại diện phía Đài Loan để áp đặt về nguồn gốc, giảm thuế cho gia súc của Đài Loan và các hàng hóa nông sản nhập vào Trung Hoa đại lục.
"Viện nghiên cứu Kinh tế Chung-hua" ở Đài Bắc đã ước lượng không chính thức rằng thỏa thuận có thể tạo ra 260.000 việc làm và làm tăng trưởng kinh tế Đài Loan thêm 1,7 phần trăm. Các nhà kinh tế học Dan Rosen và Wang Zhi ở "Viện Kinh tế Quốc tế Peterson" nghĩ rằng hiệp ước có thể làm tăng thêm 5,3 phần trăm tổng giá trị cho nền kinh tế Đài Loan đến năm 2020. Rosen và Wang miêu tả ECFA là "một thỏa thuận đầy tham vọng với những thay đổi căn bản trong mối quan hệ giữa Đài Loan và Trung Quốc và từ đó ảnh hưởng đến kinh tế trong khu vực hay thậm chí vượt qua Thái Bình Dương tới tận Mỹ."
Đảng đối lập đang cố gắng đưa thỏa thuận ECFA ra công chúng thông qua một cuộc trưng cầu dân ý. Tuy nhiên, chính phủ đã từ chối đề nghị này do đề xuất này đưa ra một tình huống giả thuyết và không đáp ứng được các yêu cầu của luật pháp.

## Xem Thêm
- Kinh tế Cộng hòa Nhân dân Trung Hoa
- Kinh tế Đài Loan
- Tranh cãi ECFA
- Anti-ECFA protest
- Quan hệ giữa hai bờ eo biển Đài Loan